# وایترسویلر
وایترسویلر (به فرانسوی: Weiterswiller) یک کمون در فرانسه است که در Canton of La Petite-Pierre واقع شده‌است.

## خصوصیات
وایترسویلر ۷٫۹۱ کیلومترمربع مساحت و ۵۸۹ نفر جمعیت دارد و ۲۲۰ متر بالاتر از سطح دریا واقع شده‌است.